# PFL Daytona
Professional Fighters League: Daytona foi um evento de artes marciais mistas (MMA) produzido pelo World Series of Fighting, realizado no dia 30 de junho de 2017, no Daytona International Speedway, em Daytona Beach, Flórida. Foi o primeiro evento da Professional Fighters League, que era anteriormente conhecida como World Series of Fighting.

## Background
O evento foi encabeçado pela luta no peso-meio-médio entre Jon Fitch e Brian Foster.